# Stanislav Ivanov (calciatore 1999)
Stanislav Ivajlov Ivanov (in bulgaro Станислав Ивайлов Иванов?; Gabrovo, 16 aprile 1999) è un calciatore bulgaro, attaccante dell'Arda Kărdžali.

## Caratteristiche tecniche
È un centravanti. Capace di saltare l'uomo con estrema facilità e bravissimo nell'ultima giocata, è dotato di in un buon tiro.

## Carriera
Cresciuto nelle giovanili del Levski Sofia, ha esordito in prima squadra il 2 marzo 2016 in occasione del match di campionato pareggiato 0-0 contro il Montana.

## Statistiche

### Presenze e reti nei club
Statistiche aggiornate al 19 agosto 2018.
| Stagione        | Squadra         | Campionato      | Campionato | Campionato | Coppe nazionali | Coppe nazionali | Coppe nazionali | Coppe continentali | Coppe continentali | Coppe continentali | Altre coppe | Altre coppe | Altre coppe | Totale | Totale | Totale |
| Stagione        | Squadra         | Comp            | Pres       | Reti       | Comp            | Pres            | Reti            | Comp               | Pres               | Reti               | Comp        | Pres        | Reti        | Pres   | Reti   |        |
| --------------- | --------------- | --------------- | ---------- | ---------- | --------------- | --------------- | --------------- | ------------------ | ------------------ | ------------------ | ----------- | ----------- | ----------- | ------ | ------ | ------ |
| 2015-2016       | Levski Sofia    | A-PFG           | 1          | 0          | CB              | 0               | 0               |                    | -                  | -                  |             | -           | -           | 1      | 0      |        |
| 2016-2017       | Levski Sofia    | A-PFG           | 13         | 0          | CB              | 0               | 0               | UEL                | 0                  | 0                  |             | -           | -           | 13     | 0      |        |
| 2017-2018       | Levski Sofia    | A-PFG           | 8          | 0          | CB              | 0               | 0               | UEL                | 0                  | 0                  |             | -           | -           | 8      | 0      |        |
| 2018-2019       | Levski Sofia    | A-PFG           | 2          | 0          | CB              | 0               | 0               | UEL                | 1                  | 0                  |             | -           | -           | 3      | 0      |        |
| Totale carriera | Totale carriera | Totale carriera | 24         | 0          |                 | 0               | 0               |                    | 1                  | 0                  |             | -           | -           | 25     | 0      |        |